# 1453 en santé et médecine
| Années de la santé et de la médecine : 1450 - 1451 - 1452 - 1453 - 1454 - 1455 - 1456    |
| Décennies de la santé et de la médecine : 1420 - 1430 - 1440 - 1450 - 1460 - 1470 - 1480 |

Cet article présente les faits marquants de l'année 1453 en santé et médecine.

## Événements
- L'année même de la prise de Constantinople, le sultan Mehmed II fonde dans cette ville des écoles coraniques où l'on enseigne la médecine, et qui sont à l'origine de l'actuelle université d'Istanbul[1].
- Fondation par Jean de Montaigu de la maison-Dieu et hôpital du Saint-Sépulcre à Montaigu, en Franche-Comté[2].
- Fondation d'un sixième établissement de charité à Aire-sur-la-Lys, en Flandre[3].
- À Avignon, le prieuré de Montfavet est réuni à l'hôpital Saint-Bénézet, réservé à l'origine aux pauvres voyageurs et passants, ouvert aux enfants écrouelleux à partir de 1679, élargi ensuite, dans les années 1760, aux malades atteints de syphilis, et réuni en 1796 à l'hôpital Sainte-Marthe[4].
- Première mention d'un acte d'odontologie médico-légale : John Talbot,1er comte de Shrewsbury, mort à la bataille de Castillon, est identifié par sa dentition[5],[6].
- 1452 ou 1453 : éruption du volcan Karua aujourd'hui immergé sous la caldeira de Kuwae dans l'archipel mélanésien de Vanuatu, deuxième plus forte éruption volcanique jamais enregistrée depuis le commencement de l'ère chrétienne et dont le nuage provoque, les années suivantes, des dizaines de milliers de morts par la famine et le froid un peu partout dans le monde, surtout en Chine et dans le Nord de l'Europe et de l'Amérique[7].
- 1453-1454 : Henri VI, roi d'Angleterre, est atteint de catatonie[8].

## Publication
- 1432-1453 : Jacques Despars (1380-1458) rédige son Commentaire du Canon d'Avicenne, dont la première édition sera imprimée à Lyon en 1498, par Jean Treschel et Jean Clein[9],[10].

## Personnalité
- 1417-1453 : fl. Jean de Lacoste, barbier à Mézières, au service de Charles de Bourgogne, comte de Rethel[11].